# Blaskovich Gyula
Ebeczki Blaskovich Gyula (született: János Nepomuk Antal Gyula) (Lukanénye, Nógrád vármegye, 1806. április 10. – Bénye, 1850. december 3.) jogász, táblabíró, Heves és Külső-Szolnok vármegye főispánja.

## Élete
A tekintélyes és tehetős ebeczki Blaskovich család sarja. Apja, ebeczki Blaskovich József (1771–1859), táblabíró, honti országgyűlési követ, anyja, fáji Fáy Anna (1776–1839), keresztszülei pedig gróf Haller László és neje fáji Fáy Konstancia voltak. Unokaöccse, ebeczki Blaskovich Ernő (1834–1911), lótenyésztő, a "Kincsem" tulajdonosa volt.
Blaskovich Gyula ifjú korában papnak készült, egy ideig nagyszombati papnövendék volt. A jogi tanulmányai befejezése után, a vármegye szolgálatába állt, bényei lakhelye miatt Pest-Pilis-Solt vármegye pesti járásában kezdte közigazgatási pályafutását. Blaskovich Gyula, 1829 és 1835 között, a Pest vármegyei, pesti járás szolgabírája volt. 1836-ban Pest vármegyei táblabíróvá nevezték ki. Később, a Heves vármegyei, tarnai járás szolgabírája 1837-től 1845-ig. Az igen tevékeny és nagy tekintéllyel bíró Blaskovich Gyula végül a Heves vármegyei alispáni tisztséget töltötte be 1845 és 1848 között. Az egri „Casino Társulás” elnöki tisztségét Blaskovich Gyula 1848 és 1849 között viselte. A liberális érzelmű Gyula fontos szerepet vállalt a reformkorban, majd a szabadságharc alatt ő vezette alispánként a vármegyét 1848. december 1-ig, ekkor hivatalát letette és egy időre erki birtokára vonult vissza. A függetlenségi nyilatkozat proklamálása után Kossuth Lajos azonban ismét a közpályára szólította. Az 1849. május 9-én kelt oklevélben a kormányzó Heves vármegye főispánjává nevezte ki. E tisztséget 1849. május–július folyamán töltötte be, majd a fegyveres harc alakulása miatt Egerből elköltöző megyei bizottmányt már nem követte, ismét birtokára vonult vissza.
Blaskovich nagy gazdálkodónak bizonyult. Blaskovich nemes ízlését hirdette a Tarna menti 80 holdas erdejében létesített fácános és az új, kényelmes úrilak építése, amelynek pontos leírása az 1851-ben felvett inventáriumából ismert. A lószeretet hagyományos volt a Blaskovich családban; Gyula, ahogy Bertalan fivére is, híres volt a lótenyésztés miatt. 1845. március 29-én atyjától részletfizetésre 44 200 ezüst forintért megvásárolta az erki 2700 holdas birtokot. A vételár törlesztésére szentmártoni jussát 1846. november 15-én Blaskovich Bertalan testvérének 20 000 pengő forintért eladta.

## Házassága és gyermekei
1834. május 27-én Bényén vette feleségül a református vallású báji Patay Franciska (1818–1883) kisasszonyt, báji Patay Pál (1781–1841) és az őrégi zalai származású máramarosi ágazatú nemesi csébi Pogány családból való csébi Pogány Zsuzsanna (1782–1846) lányát. A frigyből született:
- Blaskovich Anna (1836–1894). Férje, márkus- és batizfalvi Máriássy Béla (1824–1897) nemzetőr százados, országgyűlési képviselő.
- Blaskovich Malvin (1837–1906)
- Blaskovich Gyula (1843–1911).[4] Neje, Gressai Marcella.